# Katholieke Kerk in Thailand

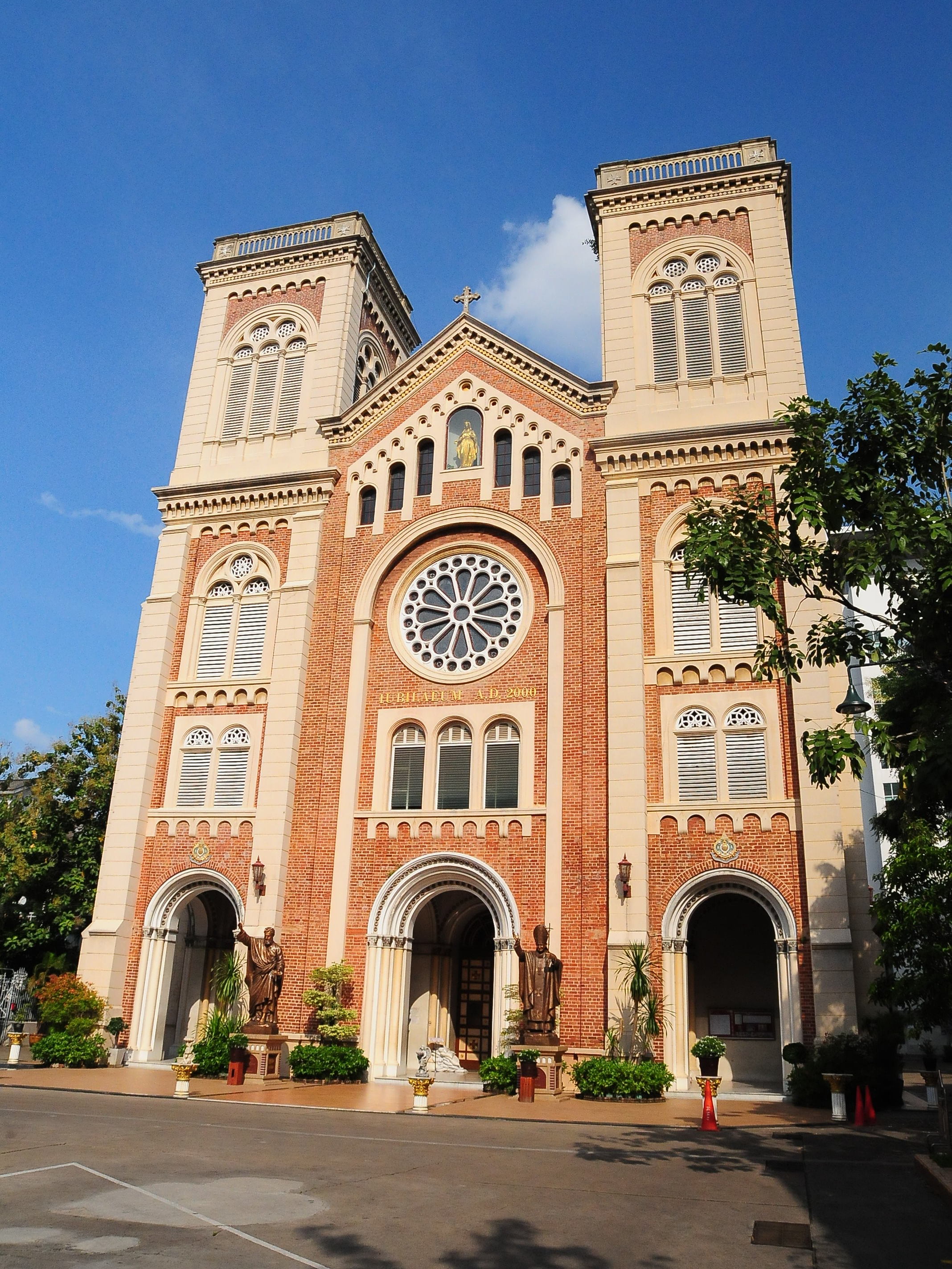
De kathedraal van Bangkok

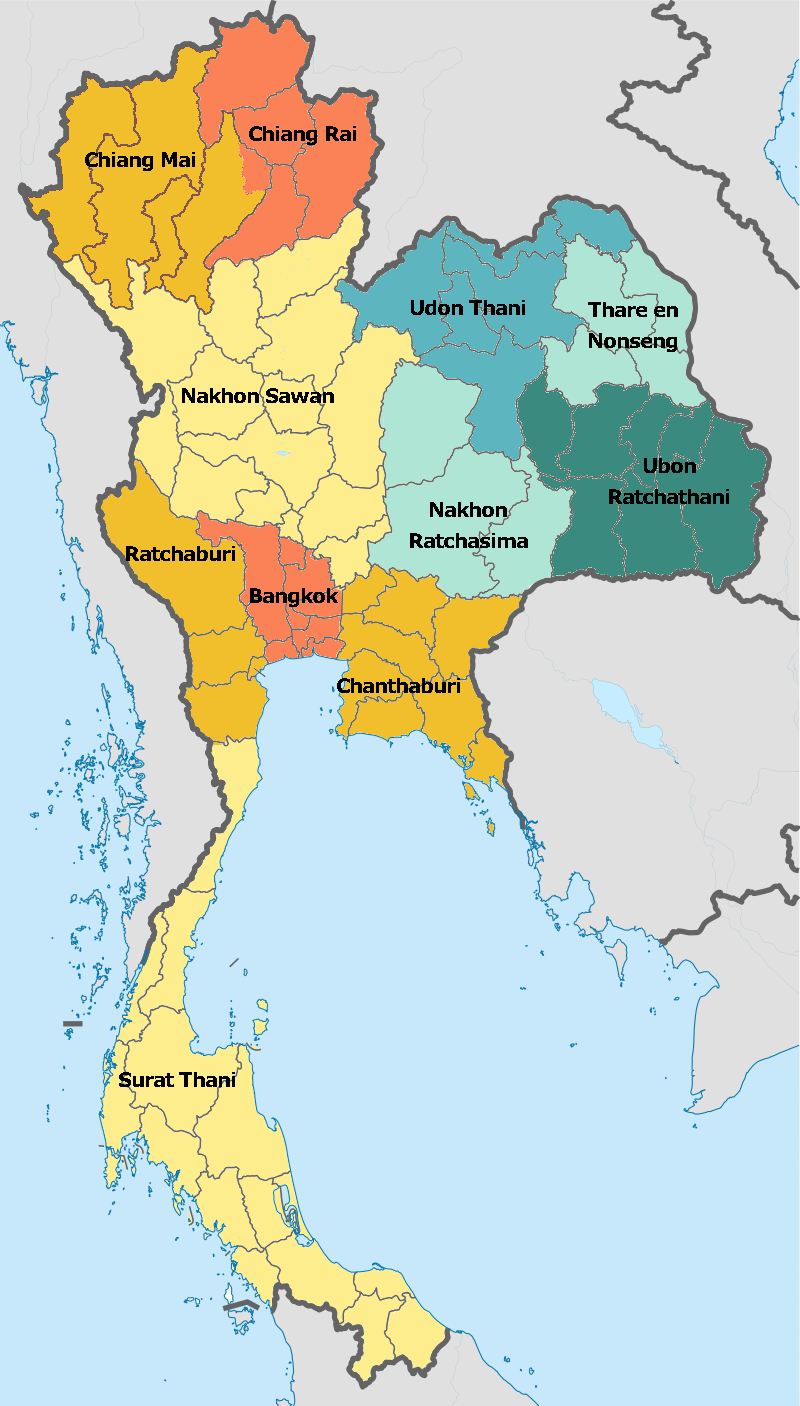
De Thaise bisdommen

De Katholieke Kerk in Thailand maakt deel uit van de wereldwijde Katholieke Kerk, onder het leiderschap van de paus en de Curie. 
In 1965 werd de kerkelijke hiërarchie opgericht voor de katholieken van Thailand. Er wonen ongeveer 292 000 katholieken in Thailand. In 1984 bracht paus Johannes Paulus II een bezoek aan Thailand. In 2019 bezocht paus Franciscus het land. Hij liet zich begeleiden door zijn achternicht die al lange tijd missiewerk in Thailand deed.
Apostolisch nuntius voor Thailand is sinds 8 februari 2023 aartsbisschop Peter Bryan Wells, die tevens nuntius is voor Cambodja en apostolisch gedelegeerde voor Laos.

## Bisdommen
Thailand telt thans 2 aartsbisdommen en 9 bisdommen.
- Kerkprovincie Bangkok:
  - Aartsbisdom Bangkok
  - Bisdom Chanthaburi
  - Bisdom Chiang Mai
  - Bisdom Chiang Rai
  - Bisdom Nakhon Sawan
  - Bisdom Ratchaburi
  - Bisdom Surat Thani
- Kerkprovincie Aartsbisdom Thare en Nonseng:
  - Aartsbisdom Thare en Nonseng
  - Bisdom Nakhon Ratchasima
  - Bisdom Ubon Ratchathani
  - Bisdom Udon Thani